# Point Wild
Point Wild ist eine Landspitze an der Nordküste von Elephant Island im Archipel der Südlichen Shetlandinseln. Sie liegt 10 km westlich des Kap Valentine, 800 m östlich des Kap Belsham und markiert die östliche Begrenzung der Caleta Salvador Reyes.
Der britische Polarforscher Ernest Shackleton benannte sie im Zuge der Endurance-Expedition (1914–1917) als Kap Wild. Namensgeber ist der britische Polarforscher Frank Wild (1873–1939), der bei dieser Forschungsreise nach dem Untergang der Endurance die Mannschaft anführte, die an dieser Landspitze vier Monate lang auf die Rettung durch Shackleton im August 1916 wartete.